# Trinciante

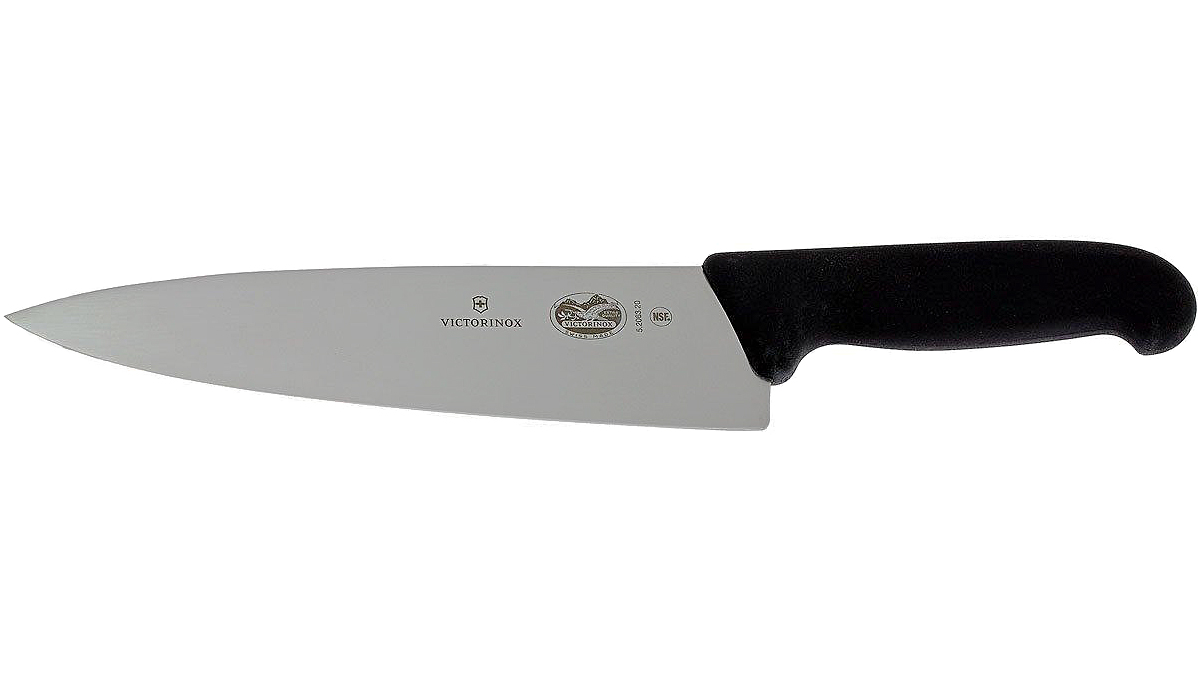
Coltello trinciante

Il trinciante detto anche coltello da Chef o  coltello francese è un tipo di coltello da cucina.

## Uso
Coltello molto versatile è il più utilizzato in cucina, serve per: tagliare, affettare, sminuzzare, tritare, sia le carni che le verdure. Se si utilizza la lama di piatto si adatta per frantumare le spezie, schiacciare l'aglio o il guscio dei crostacei, snocciolare le olive. Si può usare anche la parte posteriore del taglio per applicare forza e per sminuzzare gli ingredienti più difficili da tagliare. 

## Caratteristiche
È un coltello di grosse dimensioni, di lunghezza tra i 15 e i 30 cm. La lama è molto eccedente rispetto all'impugnatura per consentirne l'uso tenendo impugnatura e mano sopra il tagliere, ed è bilanciata, a sezione triangolare, dritta, liscia, ampia e curva sulla lunghezza. Ha la punta affilata e il manico grande. 

## Materiale[2]
Il materiale più utilizzato per la lama è l'acciaio inox. La lama che contiene una percentuale di carbonio al suo interno è la scelta ottimale per garantire al contempo, una buona capacità di taglio e una lunga durata nel tempo. Negli ultimi anni hanno ottenuto un buon successo le lame realizzate in ceramica, materiale che non si dimostra ideale per alimenti particolarmente duri come la zucca o alimenti surgelati, in quanto la lama potrebbe per spezzarsi.

## Nomenclatura[3]
| A | Cuspide:   | L'estremo della lama del coltello, è la parte utilizzata per perforare                                                             |
| B | Punta:     | Il primo terzo (circa) della lama, usato per lavori delicati e di precisione. Anche conosciuta come pancia quando è ricurva.       |
| C | Lama:      | L'intera superficie tagliente del coltello, che si estende dalla punta al tallone. Può essere smussata o simmetrica.               |
| D | Tallone:   | La parte posteriore della lama, sfruttata per tagli che richiedono una maggiore forza.                                             |
| E | Dorso:     | La parte superiore della lama il cui spessore conferisce peso e robustezza.                                                        |
| F | Supporto:  | La porzione metallica che unisce il manico alla lama, conferendo peso e equilibrio al coltello.                                    |
| G | Salvadita: | La porzione del supporto che evita lo scivolamento della mano sotto la lama, durante il taglio.                                    |
| H | Risvolto:  | Il punto di unione tra la lama e il supporto.                                                                                      |
| J | Codolo:    | La porzione della lama metallica che penetra nel manico, fornendo stabilità e peso extra al coltello.                              |
| K | Scaglie:   | Le due porzioni del manico fatte del materiale prefissato (legno, plastica, composito), che sono attaccate ai due lati del codolo. |
| L | Fissaggi:  | I chiodini metallici (solitamente 3) che uniscono le scaglie con il codolo.                                                        |
| M | Grip:      | La sporgenza sotto il fondo del manico, che fornisce una miglior presa del coltello ed evita slittamenti.                          |
| N | Fondo:     | L'estremità del manico. |